# Cambefortius teke
Cambefortius teke är en skalbaggsart som beskrevs av Walter och Yves Cambefort 1977. Cambefortius teke ingår i släktet Cambefortius och familjen bladhorningar. Inga underarter finns listade.